# Oldies
Per oldies si intende un formato radio che trasmette brani di successo risalenti agli anni cinquanta e sessanta. I generi prediletti dalle stazioni oldies sono il rock 'n' roll, il pop, nonché la musica della Motown e quella della cosiddetta British invasion. Gli artisti prediletti dalle stazioni oldies includono Elvis Presley, i Beach Boys, i Beatles, Chuck Berry, Sam Cooke, Simon & Garfunkel, Wilson Pickett, i Temptations, i Monkees, James Brown, i Mamas & Papas, Frank Sinatra, Perry Como, Chuck Berry e i Four Seasons.

## Storia
Risalente al 1961, l'oldies è un'evoluzione dei formati middle of the road e top 40; fra le prime stazioni radio oldies vi erano la WCBS di New York e la WMMS di Cleveland. Queste emittenti si caratterizzarono sin da subito per la trasmissione di musica rock 'n' roll degli anni cinquanta e sessanta. Tuttavia lungo gli anni ottanta e novanta iniziarono a incorporare successi musicali degli anni settanta e ottanta. Sebbene con il passare degli anni molte stazioni radio lo abbiano abbandonato, esso è considerato uno dei maggiori formati radiofonici.